# Lipocarpha robinsonii
Lipocarpha robinsonii är en halvgräsart som beskrevs av Jean Raynal. Lipocarpha robinsonii ingår i släktet Lipocarpha och familjen halvgräs. Inga underarter finns listade i Catalogue of Life.